# Código Penal (España)
La Ley Orgánica 10/1995, de 23 de noviembre, del Código Penal es el código penal español vigente desde el 24 de mayo de 1996. El Código, que reviste la forma de ley orgánica, se divide principalmente en dos libros (desde que se derogó el Libro III en 2015). El primer libro incluye disposiciones generales sobre las infracciones y sanciones penales, y el segundo libro define los delitos y estados de peligrosidad a los que se atribuyen, respectivamente, penas y medidas de seguridad. El Código Penal, que incluye los presupuestos de la aplicación del ius puniendi (o «derecho a sancionar») del Estado, es una ley muy importante en el derecho penal español.
Fue aprobado por el Congreso de los Diputados el 8 de noviembre de 1995 con 200 votos a favor (Partido Socialista Obrero Español (PSOE), Izquierda Unida (IU), Convergència i Unió (CiU), Partido Nacionalista Vasco (EAJ-PNV), Coalición Canaria (CC), Esquerra Republicana de Catalunya (ERC), Partido Aragonés (PAR), Eusko Alkartasuna (EA) y Unió Valenciana (UV)), 130 abstenciones (Partido Popular (PP)), y tres votos en contra, los tres por error. Fue publicado en el Boletín Oficial del Estado (BOE) el 23 de noviembre del mismo año. Desde su publicación, ha sido modificado en más de treinta ocasiones, por última vez el 10 de junio de 2024.

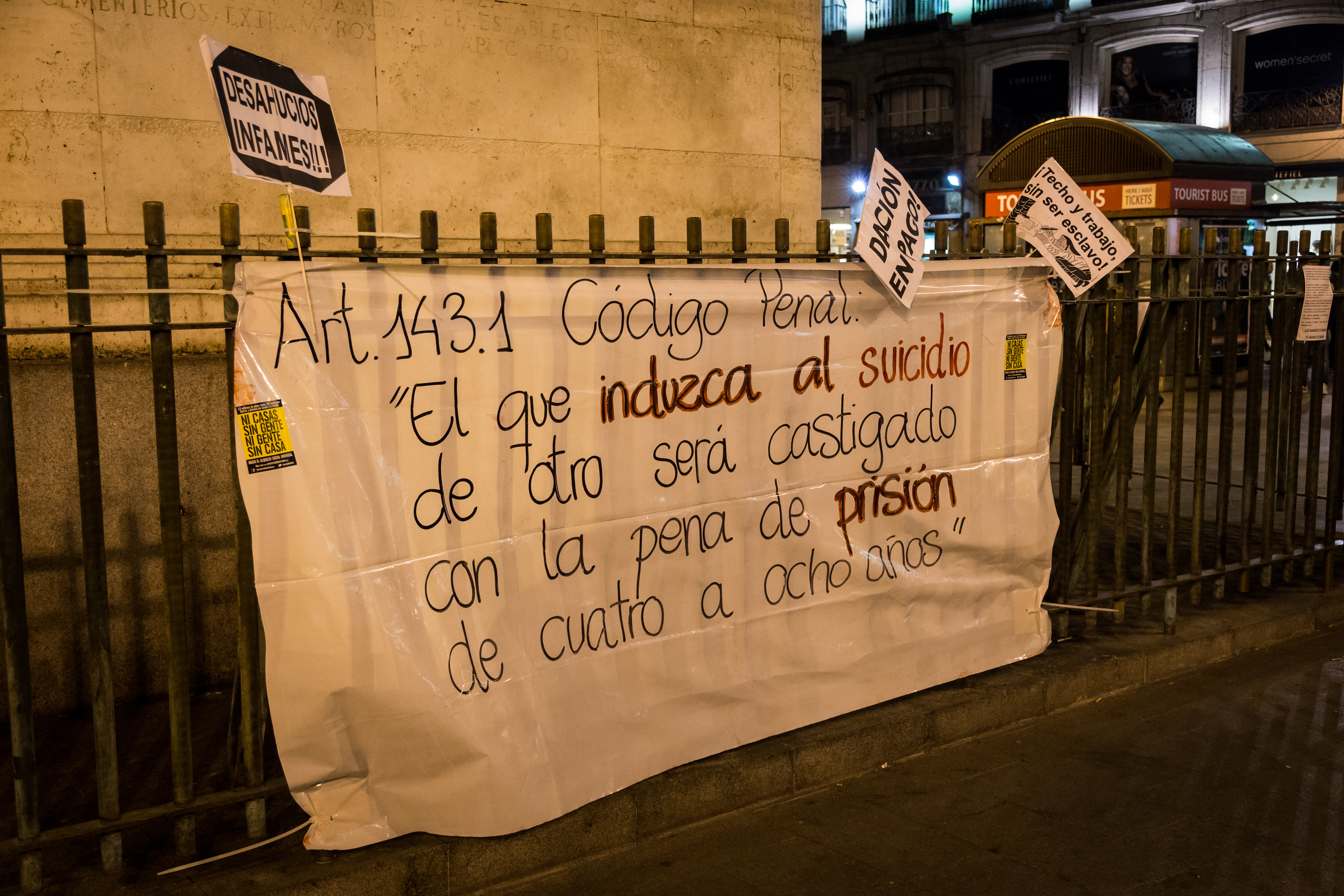
Pancarta instalada en la Plaza Mayor de Madrid en 2013, citando un apartado del artículo 143 del Código Penal.

## Historia legislativa
El derecho penal moderno nace en España, al igual que en el resto de Europa, a finales del siglo XVIII y principios del XIX, bajo las ideas de la Ilustración. El derecho penal del Antiguo Régimen era fragmentario, cruel y poco definido. En España seguían en vigor la Novísima Recopilación, los Fueros y las Partidas, pero en la práctica los tribunales solían hacer gala de arbitrariedad, dejando de ceñirse a los textos escritos.
Tras el fracaso de las primeras iniciativas debido a la reacción frente a la Revolución francesa la situación cambia decididamente con la Constitución de 1812, que establece la personalidad de las penas, proscribe el tormento, la pena de horca, la de confiscación y la de azotes, y dispone que los códigos civil, criminal y de comercio fueran unos en todo el reino. El regreso de Fernando VII supuso la derogación de la nueva normativa, pero el mismo monarca ordenó la formación de un Código Criminal. Así, nació el primer código español, el de 1822, y, con él, una nueva etapa en la evolución del derecho penal histórico español.

### Código Penal de 1822
Tuvo una vigencia muy breve. Basado en las doctrinas de la Ilustración, particularmente en las de Bentham y Beccaria. Constaba de un título preliminar y dos partes, la primera dedicada a los "Delitos contra la Sociedad" y la segunda a los "Delitos contra los Particulares".
Establece el principio de legalidad de los delitos y las penas, y en muchos aspectos ha sido seguido por los códigos posteriores como la definición legal del delito, catálogos de atenuantes y agravantes, o la responsabilidad civil. Curiosamente, se atenía en el castigo de las "culpas" -o delitos culposos- al principio de excepcionalidad o concreción caso por caso, criterio abandonado posteriormente hasta el Código de 1995.

### Códigos Penales de 1848 y 1850
Con la nueva reacción absolutista se restablece el derecho Penal del Antiguo Régimen, que solo desaparece definitivamente cuando, después de algunos proyectos fallidos, la Comisión General de Códigos redacta el proyecto que acaba convertido en el Código Penal de 1848, denominado Código Pacheco.
Se trata de un texto liberal y autoritario. Acoge la clasificación tripartita de las infracciones penales y respecto a la culpabilidad se basa en principio del versari in re illicita o responsabilidad por el resultado.
La reforma de 1850 supuso un mayor endurecimiento, castigándose con carácter general la conspiración y proposición para delinquir y prescindiendo del principio de la legalidad de las penas, lo cual constituye un caso único en la codificación española.

### Código Penal de 1870
El Código de 1870 pretende adaptar el texto de 1850 a las exigencias de la Constitución de 1869, surgida de la Revolución liberal de 1868. Aunque se tramitó con carácter de urgencia y entró en vigor de forma provisional, mientras las Cortes elaboraban un texto definitivo, tuvo en realidad una larga vigencia que, salvo el intervalo del Código de 1928, se prolongó hasta el Código de 1932. 
Estaba dividido en tres libros y su inspiración política es liberal, lo que se manifiesta en la inclusión de delitos contra los derechos individuales; en los delitos contra el libre ejercicio de los cultos, y en la suspensión de la pena de muerte como única para determinados delitos. La conspiración y la proposición se castigan solo cuando se prevé expresamente y se recoge de nuevo el principio de legalidad respecto a los delitos y las penas.

### Código Penal de 1928
El Código de 1928 fue promulgado bajo la dictadura de Primo de Rivera, y su redacción fue encomendada a Eugenio Cuello Calón, Galo Ponte y Quintiliano Saldaña. Apartándose de la línea clásica y liberal, incorpora el principio de defensa social, lo que se traduce en la introducción del "dualismo", que sitúa junto a las penas las medidas de seguridad.
Su redactor principal, Eugenio Cuello Calón (1879-1963), fue catedrático de Derecho Penal en Granada, Barcelona y Madrid y fundador y primer director del Anuario de Derecho Penal y Ciencias Penales, discípulo de Dorado Montero. En 1926 publicó un manual muy utilizado en las universidades españolas y también un tratado sobre las penas. Cultivó de forma muy especial el derecho penal infantil.
El nuevo código fue criticado desde sus inicios por el rigor en el castigo al reo y la frecuencia con que se imponía la pena de muerte, llegándose inclusive a relacionar el Código Penal de 1928 con la ideología fascista.
El Colegio de Abogados de Madrid solicitó en 1930 que se derogara y volviera a ponerse en vigencia el Código Penal de 1870.
Introdujo por primera vez las medidas de seguridad, que restringían la libertad del delincuente en función de su peligrosidad social y reguló el delito continuado, la tentativa imposible, la consideración del encubrimiento como delito autónomo y la condena condicional.
Mantiene la misma estructura en tres libros más un título preliminar dedicado a la ley penal y a su esfera de aplicación.
En la parte especial se tipifican, entre otras nuevas figuras, la difamación, el chantaje y la usura.

### Código Penal de 1932
Proclamada la Segunda República, el Gobierno provisional anuló inmediatamente el Código Penal de 1928, con lo que se volvió al Código de 1870. Tomando a este como punto de partida, se elaboró seguidamente el Código de 1932, en cuya elaboración participaron penalistas relevantes como Jiménez de Asúa y Antón Oneca.
La clasificación tripartita es sustituida por la bipartita. La orientación humanitaria del nuevo texto se manifiesta en la supresión de la pena de muerte, en la disminución del número de agravantes y en instituciones como la condena condicional y la libertad condicional.
Complemento del nuevo código fue la Ley de Vagos y Maleantes (1933) que preveía para determinados estados peligrosos medidas de seguridad tanto posdelictuales como predelictuales.

### Código Penal de 1944
La Guerra Civil dio lugar a una legislación penal especial, autoritaria y acorde a las nuevas condiciones, y la reforma del Código de 1932 se retrasó hasta 1944, promulgándose un nuevo código acorde con el derecho penal autoritario en auge en Europa, restableciéndose la pena de muerte, con penas más severas y mayor protección al Estado, a la familia y a los intereses sociales. Sin embargo se mantiene el principio de legalidad y prohibición de la analogía.
El Código Penal de 1944 experimentó numerosas reformas a lo largo de los años, llegándose a publicar un texto revisado en 1963 y otro refundido en 1973, así como modificaciones inspiradas en el nuevo sistema democrático, previstas en los Pactos de la Moncloa y una copiosa legislación en materia de terrorismo. Estas reformas culminan en la Ley Orgánica 8/1983, de 25 de junio, de Reforma Urgente y Parcial del Código Penal, que proclama el principio de culpabilidad frente al de la responsabilidad objetiva, actualiza la parte general en materias como el error o el delito continuado y modifica sustancialmente la parte especial, incorporando numerosas mejoras técnicas ya previstas en el proyecto de 1980.
Nuevas reformas se produjeron en 1985 en materia de delitos contra la Hacienda Pública o contra la Seguridad Social; despenalización de algunos supuestos de aborto, combinando el sistema de plazos y el de indicaciones; en 1988, con la modificación de los delitos relativos al tráfico de drogas y la sustitución del delito de escándalo público por los de exhibicionismo y provocación sexual.
La Ley Orgánica 3/1989 de actualización del Código Penal supuso una reforma del Libro III acorde con el principio de intervención mínima, modificándose además el delito de lesiones, los delitos contra la libertad sexual, delitos de tráfico, e introduciéndose nuevos tipos como el delito de malos tratos habituales, impago de pensiones o explotación de menores en la mendicidad.
La doctrina consideró la reforma de 1989 como un simple "parcheo" que dilató una vez más el cumplimiento del deber del legislador de publicar un nuevo Código Penal, el llamado Código Penal de la democracia, totalmente necesario para su adecuación al Estado social y democrático instaurado por la vigente Constitución, aspiración finalmente cumplida con la publicación del nuevo Código Penal de 1995.

## Estructura
El Código Penal aprobado en 1995 se dividía en un título preliminar (artículos del 1 al 9) y tres libros. El Título Preliminar y el Libro I recogen la parte general, mientras que los libros segundo y tercero (derogado) recogen la parte especial (delitos y faltas, respectivamente).
- Preámbulo
- Título Preliminar, trata "De las garantías penales y de la aplicación de la ley penal", va del artículo 1 al artículo 9.
- Libro I se refiere a "las disposiciones generales sobre los delitos y las faltas, las personas responsables, las penas y medidas de seguridad y demás consecuencias de la infracción penal". Abarca de los artículos 10 al 137.
- Libro II son "Delitos y sus penas" y comprende los artículos 138 al 616.
- Libro III (derogado) son las "Faltas y sus penas" y va desde el artículo 617 al 639.
- Tres disposiciones adicionales.
- Once disposiciones transitorias.
- Una disposición derogatoria.
- Siete disposiciones finales.

El Código de 1995 tiene una parte general bien elaborada [¿quién?], en la que se da una definición legal del delito, con referencia al dolo y a la imprudencia. Se adscribe al principio de legalidad en su cuádruple vertiente: criminal, penal, procesal y penitenciaria. Sigue el sistema de punición de la imprudencia solo en los casos específicamente previstos, rompiendo con el sistema del código anterior, que utilizaba una fórmula abierta y general. Contiene una fórmula para determinar los supuestos en que es posible la punición de los delitos de resultado cometidos por omisión, que ha merecido críticas doctrinales por su defectuosa redacción y por la configuración formal que hace de la posición de garante, superada hace años por la doctrina, en favor de una concepción material. Se regula "el error" y sus consecuencias, tanto sobre los supuestos de hecho del tipo penal o sus circunstancias de agravación, como sobre la existencia de la norma.
Se cambia sustancialmente el sistema de penas, que ahora solo se distinguen cualitativamente, hay penas nuevas como el "arresto de fin de semana", sustituido en la reforma llevada a cabo por la Ley Orgánica 15/2003 por la pena de "localización permanente"; para la pena de "multa" se adopta el sistema de días multa, previéndose una cantidad variable, según los recursos económicos del sujeto, aunque también se prevé la multa proporcional, en atención al valor del daño causado o beneficio obtenido por el sujeto.
La estructura del Libro II sigue en parte el orden de relevancia que se da a cada bien jurídico que es objeto de protección, comenzando por la tipificación de los delitos contra la vida, luego contra la integridad física y psíquica, la libertad, la libertad e indemnidad sexual, la intimidad e inviolabilidad del domicilio, el honor, las relaciones familiares, el patrimonio y el orden socioeconómico, las relaciones laborales, la ordenación del territorio, el patrimonio histórico, los recursos naturales, la seguridad colectiva y la salud pública, la fiabilidad de la moneda y el tráfico documentario, la administración pública, la administración de justicia, el ordenamiento constitucional y las instituciones del Estado, su defensa y seguridad; terminando con los delitos de genocidio, negacionismo y lesa humanidad, y contra la comunidad internacional. Se regulan delitos nuevos como el de manipulación genética, delitos societarios o delitos contra la ordenación del territorio y el patrimonio histórico, o el delito de encubrimiento, que deja de ser una forma de participación.
Suprime otros delitos como el de cheque en descubierto. Integra también esta parte figuras delictivas que se hallaban dispersas en leyes penales especiales, como la mendicidad de menores, caza y pesca furtivas, contra la seguridad nuclear, aunque no los delitos contra la navegación aérea, que siguen regulados en una ley especial (Ley 209/1964, de 24 de diciembre, Penal y Procesal de la Navegación Aérea).
En cuanto a las faltas (Libro III), se castigaban contravenciones (infracciones leves) contra la integridad corporal, los deberes de asistencia a menores, incapacitados o personas desvalidas, imprudencias, contra la dignidad personal, el patrimonio, intereses generales de la comunidad y contra el orden público.
Del código anterior se mantiene la vigencia del artículo 417 Bis, que había introducido la Ley Orgánica 9/1985, sobre indicaciones en las que se excepciona el castigo del delito de aborto.
En la reforma del Código Penal de fecha 30 de marzo de 2015 con entrada en vigor el día 1 de julio, las faltas desaparecen, convirtiéndose algunas en infracciones administrativas y otras en delitos leves. De igual manera, desaparece el límite de duración de las medidas de seguridad y se introducen penas nuevas como la de prisión permanente revisable, todo ello con el rechazo de amplios sectores sociales, incluidos sectores profesionales de la abogacía.

## Reformas
Las reformas que el Código Penal ha sufrido en estos años de forma sustancial se recogen en las siguientes leyes:
- Ley Orgánica 2/2010, de 3 de marzo, de salud sexual y reproductiva e interrupción voluntaria del embarazo. Esta ley elimina el sistema de supuestos para despenalizar el aborto e introduce un sistema de plazos.
- Ley Orgánica 5/2010, de 22 de junio, por la que se modifica la Ley Orgánica 10/1995, de 23 de noviembre, del Código Penal (BOE del 23). Esta ley modifica buena parte del Código Penal del año 1995. Se realiza a través de artículo único y se considera la reforma más importante de nuestra ley penal desde 1995.
- Ley Orgánica 3/2011, de 28 de enero, por la que se modifica la Ley Orgánica 5/1985, de 19 de junio, del Régimen Electoral General. Se corrige la redacción dada a la ley 5/2010 y se introduce la prescripción en un año de los delitos de injuria y calumnia.
- Ley Orgánica 1/2015, de 30 de marzo, por la que se modifica la Ley Orgánica 10/1995, de 23 de noviembre, del Código Penal. Desaparecen las faltas penales, derivando en delitos leves, así como hechos punibles civilmente y/o administrativamente.
- Ley 4/2015, de 27 de abril, del Estatuto de la víctima del delito.[7]

## Penas
En este gráfico se muestra la pena vigente para algunos delitos recogidos en el Código Penal.